# گنبکی
گنبکی, شهری در بخش مرکزی شهرستان گنبکی در استان کرمان ایران است. این شهر، مرکز شهرستان گنبکی است.

## پیشینه
روستای محمدآباد گنبکی پس از ادغام با روستاهای بهترآباد، جنت‌آباد، حسن‌آباد گنبکی، گلزار، دولت‌آباد، عباس‌آباد و علی‌آباد به شهر تبدیل و به عنوان شهر گنبکی شناخته می‌شود.

## جمعیت
بر پایه سرشماری عمومی نفوس و مسکن در سال ۱۳۹۵، جمعیت شهر گنبکی برابر با ۷٬۲۱۰ نفر (۱٬۸۶۹ خانوار) بوده‌است.

## نگارخانه

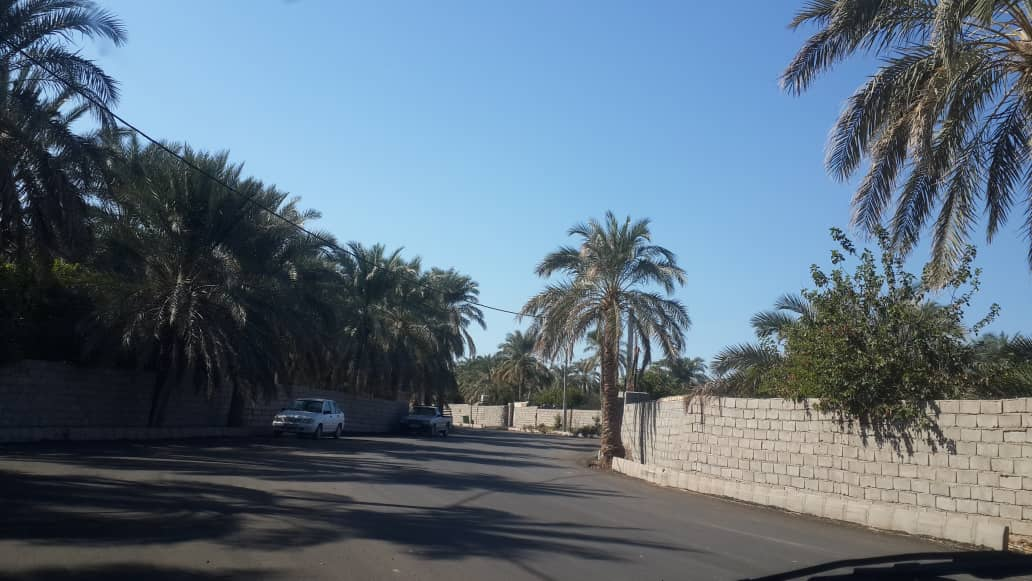
منظرهٔ باغشهر گنبکی
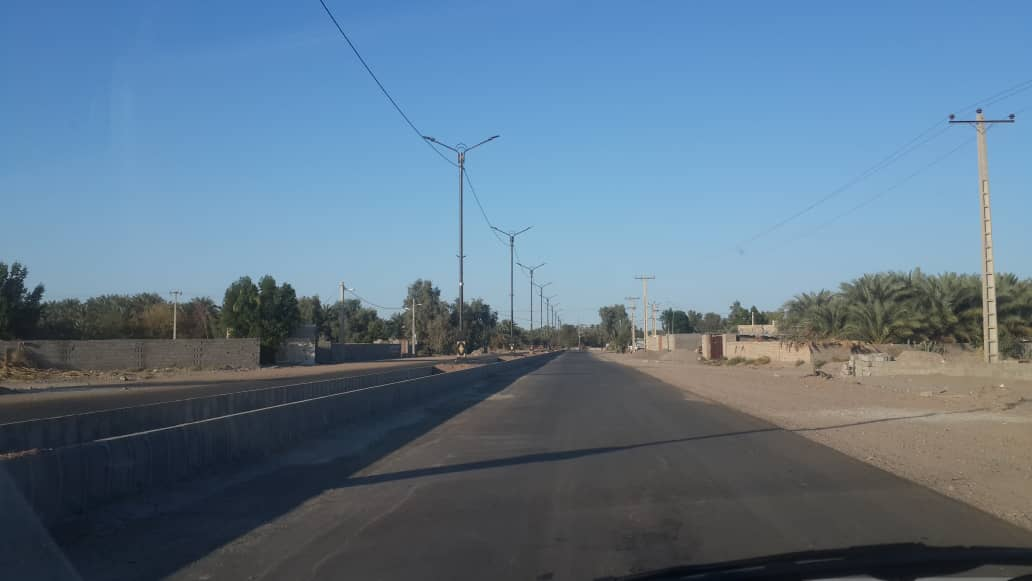
منظرهٔ جاده و نخل